# François Guillemot de Villebois
 (juillet 2023).
François Guillemot dit Villebois, né le 3 mars 1681 à Guérande et mort le 13 mai 1760 à Tartu est un vice-amiral russe de naissance française.

## Biographie
Fils du pharmacien et chirurgien Jean Guillemot, sieur de Villebois, et de son épouse Marguerite Alno, dénué de fortune et d’une famille nombreuse, pratiquait la contrebande avec les interlopes anglais qui venaient trafiquer en France, à la côte de Bretagne. À l’âge de quinze ans, compromis dans une de ces affaires, il fut obligé de passer en Angleterre pour se sauver. Disposant de lettres de recommandation, il prit du service en qualité de bas officier sur un vaisseau de guerre lequel, Villebois ayant relâché au Texel, le tsar Pierre le Grand, qui était alors à Saardam, où il apprenait, sous le déguisement d’un simple matelot hollandais, la construction des vaisseaux lors de sa Grande Ambassade, entre mars 1697 et septembre 1698, dans plusieurs pays européens afin de nouer des alliances avec différents États d'Europe pour mener la guerre contre la Turquie et connaitre le mode de vie des populations européennes, ayant su que le bâtiment de guerre anglais était prêt à faire voile pour s’en retourner à Londres, s’y embarqua incognito, pour s’y perfectionner dans les connaissances par rapport en navigation qu’il avait déjà acquises aux Pays-Bas. Dans le trajet du Texel à la côte d’Angleterre, le navire essuya, trois fois en vingt-quatre heures, une tourmente de vent si prodigieuse, que le capitaine et l’équipage, épouvantés de la grandeur du péril, accablés de fatigue et n’attendant plus que le moment de leur perte, demeurèrent inactifs, sans songer à faire aucune manœuvre pour éviter ou éloigner le danger qui les menaçait, lorsque Villebois les en tira par une action de vigueur et de témérité qui lui réussit. Ravi du courage et de la hardiesse du sieur de Villebois, le tsar, qui aimait les gens extraordinaires, l’embrassa, donna à son action tous les éloges qu’elle méritait et le sollicita de quitter le service d’Angleterre pour entrer au sien, non seulement en qualité d’officier de sa marine, mais aussi avec le titre d’aide de camp, afin qu’il restât toujours attaché à sa personne tant sur terre que sur mer. À cet effet, il lui donna deux charges, l’une de son aide de camp, l’autre de capitaine de ses vaisseaux. Villebois accepta avec joie les deux emplois, et acquit dans l’un et dans l’autre toute la confiance et les bonnes grâces de ce prince. Excellent matelot, bon soldat, brave jusqu’à la férocité, aimant, comme lui, boire et se porter à toutes sortes d’extrémités une fois échauffé par le vin, il devint rapidement le favori du tsar.

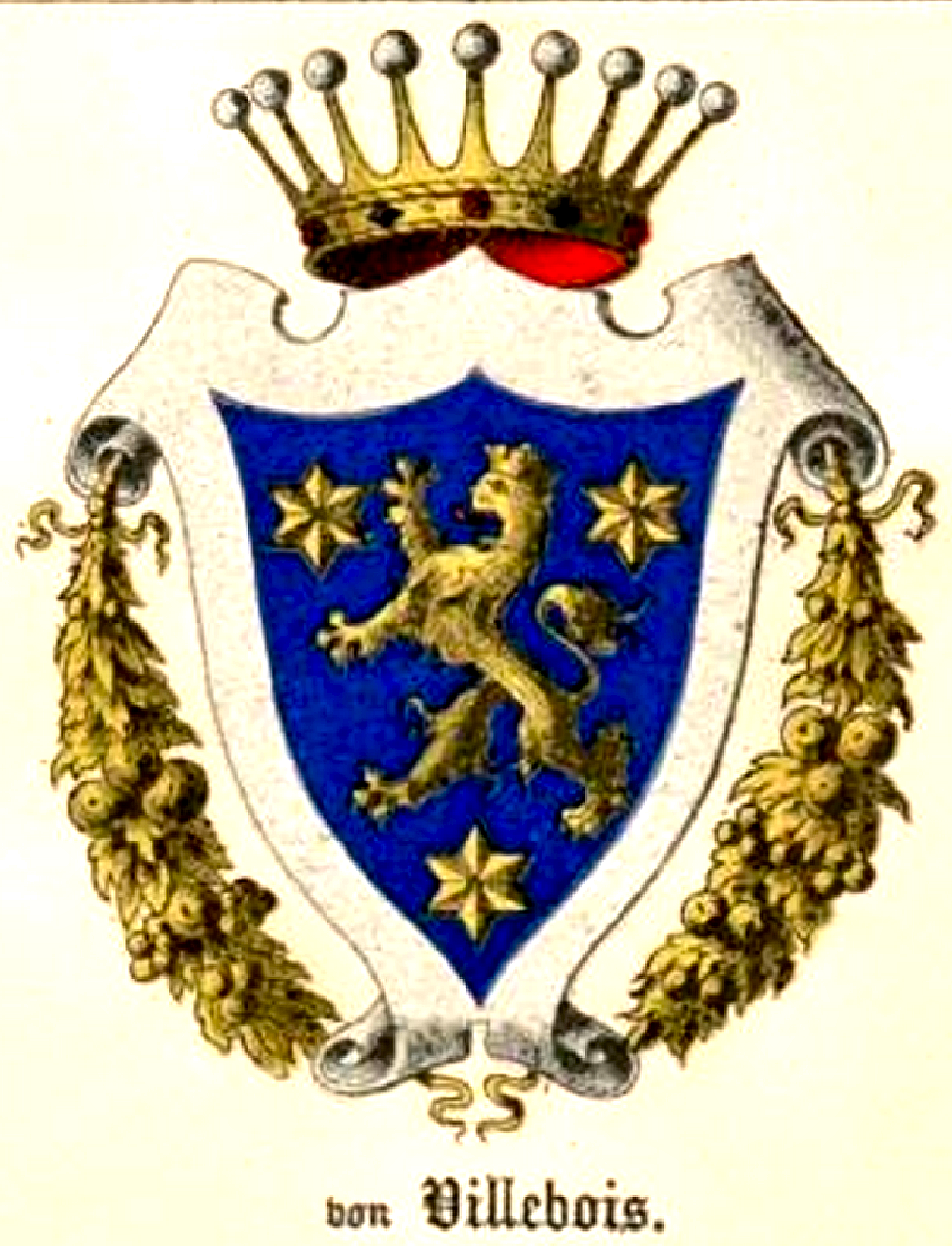
Armoiries de la maison Villebois.

Arrivé à Moscou, le 28 août 1698, il accompagna à deux reprises dans l’oblast de Voronej le tsar, qui y avait installé un chantier de construction navale, à Azov, dont la citadelle était renforcée sous la direction de l’ingénieur maritime Antoine de La Valle et à Taganrog, officiellement fondée le 12 septembre 1698, par Pierre qui y avait commandé des travaux pour la construction d’un port devenu la première base de la marine de guerre russe. En 1700, il participe à la 1re bataille de Narva qui inaugure la Grande guerre du Nord et se rend, l’année suivante, au monastère Solovetski. En 1702, il est au siège de Nöteborg, prise par les troupes russes grâce à une attaque amphibie et, l’année suivante, il est à la prise de Nyenskans formera le noyau de la nouvelle capitale de l’Empire russe, Saint-Pétersbourg. En 1704, il participe à la 2de bataille de Narva et, en 1710, il est, avec le tsar, au 2d siège de Viborg. Présent à la campagne du Prout en Moldavie en février 1711, avec le tsar, il participa aux opérations navales de la flotte russe dans la mer Baltique contre la Suède de 1716 à 1721. En 1713, commandant un détachement de 30 bateaux de pêche, il attaqua 3 brigantins suédois et saisit l’un d’entre eux. Promu de 2d lieutenant à 1er lieutenant, le 18 juin 1717, il passa capitaine-lieutenant le 26 aout 1718, capitaine de 3e rang le 15 mars 1721, et fut promu, après la paix de Nystad, capitaine de 2e rang, le 22 octobre 1722. La même année, il commanda la flottille de la Caspienne contre la Perse. À partir de 1724, il commanda la marine de Saint-Pétersbourg et en 1727, supervisa la construction du pont à travers la Neva. Passé capitaine de 1er rang le 5 avril 1727, commandant-capitaine avec nomination de adjudant-général de la flotte, il fut nommé à l’Amirauté de Saint-Pétersbourg, le 13 novembre 1729 et nommé chevalier de l’ordre de Saint-Alexandre Nevski. Adjoint au commandant du port de Cronstadt avec le grade de commodore en 1733, promu contre-amiral le 7 janvier 1741, il fut promu commandant suprême du port de Cronstadt en 1743 avant de se retirer, pour raisons de santé, en 1744, du poste de commandant suprême de Cronstadt. En 1747, il obtint l’autorisation de se retirer du service avec le grade de vice-amiral.
De par son mariage, célébré le 27 janvier 1715, dans la maison du tsar à Saint-Pétersbourg, avec Elisabeth Glück, demoiselle d’honneur de Catherine Ire, Villebois faisait partie du cercle étroit du couple royal. Pour cette raison, il fut, après la mort de Pierre le Grand sans successeur, un fervent partisan du coup d’État arrangé par Menchikov au cours duquel les gardes, auprès de qui Catherine était très populaire, la mirent sur le trône de Russie, en lui donnant le titre de tsarine, même si le vrai pouvoir était exercé par Menshikov, le comte Tolstoï et les autres membres du Haut conseil secret, comme le comte Apraxine, le comte Golovkine ou le baron Osterman. En 1747, la propriété de Ahja, Kurista et Sarakuste, dans le comté de Tartu, en Livonie, lui fut concédée, avec l’indygenat (en), procédure octroyant la noblesse aux nobles étrangers conférée sur la présentation de preuves de services rendus, à lui et ses descendants. Après son second veuvage, il se convertit à l’orthodoxie, changeant son nom de François en celui de Nikita et se faisant appeler Nikita Pétrovitch.

## Mémoires
Décrit par Dolgorukov comme « un aventurier dans toute la force du terme, courageux, fanfaron, hâbleur, n’ayant ni foi, ni loi », Villebois était au nombre de ces hardis aventuriers attirés en grand nombre en Russie par la perspective des avantages considérables que leur offrait la réforme radicale dans le régime militaire et administratif introduite par Pierre le Grand et à qui, outre la faveur du souverain, cette position garantissait une fortune rapide. Il a laissé d’intéressants mémoires détaillant la vie à la cour et les mœurs du tsar Pierre le Grand, et dont les détails sont d'autant plus dignes de foi qu’assez sévère pour les autres, il ne s’y ménage guère lui-même. Ainsi qu’il le répète à diverses reprises, son manuscrit n'était pas destiné à la publication. Il s’agissait en quelque sorte de « nouvelles à la main » qu'il rédigeait pour sa propre satisfaction et pour celle de quelques amis. Son texte ne brille donc pas par un grand esprit de méthode. Les faits ne sont pas relatés avec toute la rigueur chronologique désirable, mais ce désordre apparent milite en faveur de l’authenticité de ces mémoires et témoigne, en outre, de la véracité de leur auteur, qui a consigné le récit des différents événements auxquels il a assisté au fur et à mesure que les détails relatifs à ces faits se représentaient à sa mémoire. Offrant aujourd’hui d’un grand intérêt historique, en ce qu’il aide à faire la lumière sur de grands événements restés obscurs, le texte de ces mémoires a fait l’objet d’une réédition en 2006.

## Famille
Guillemot avait épousé en premières noces, en 1715, N. N. Juschkowa et, en secondes noces, Elisabeth Glück, demoiselle d’honneur de l’impératrice Catherine Ire, fille de Johann Ernst Glück, prévôt à Marienburg en Livonie, dont il eut :
- 1er mariage : Daniel Guillemot de Villebois (1711-1797), seigneur de Aya, puis de Jarwajöggi, major-général russe et député de la noblesse de Dörptschen. Comme son père, il embrassa la religion grecque orthodoxe. Époux d’Elisabeth Dorothea Müller, fille du pasteur luthérien de Moscou, il eut seize enfants de ce mariage : les fils professaient la religion du père, les filles, celle de leur mère[7]. Daniel est le fondateur de la branche ainée de la maison Guillemot de Villebois (de). Il n'existe aucun lien avec famille périgourdine "de Villebois-Mareuil"
- 2e mariage : Alexandre Guillemot de Villebois (de)[6] (1716-1781) général feldzeugmeister et chef de l'artillerie russe. Il fut l’un des hommes les plus distingués de son temps[7]. À la différence de son aîné, il refusa, encore adolescent, de renoncer au culte luthérien et fut pris en affection particulière par Pierre III pour son refus d’embrasser la religion grecque orthodoxe, que ce tsar ne pouvait souffrir. La protection du grand-duc lui fit faire une rapide carrière, justifiée par ses talents. Après son avènement au trône, Pierre III le nomma grand-maître de l’artillerie et lui conféra le cordon bleu[7]. De son mariage avec une baronne de Budberg, il laissa un fils, Étienne, marié à une Krüdener. Il est le fondateur de la branche cadette de la maison Guillemot de Villebois.

### Sources
- Mémoires secrets pour servir à l'histoire de la cour de Russie : sous les règnes de Pierre-le-Grand et de Catherine Ire (Théophile Hallez, éd.), Paris, Édouard Dentu, 1853, xvi-223, in-8° (OCLC 457584923, lire en ligne). (réédition Portes du Large, 2007).